# Crisis de Gaza de 2008

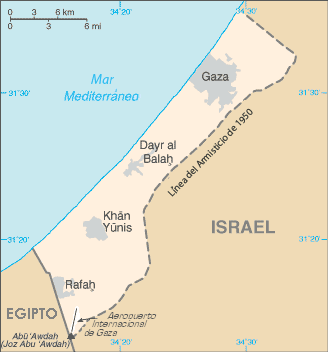
Franja de Gaza.

La crisis de Gaza de 2008 se desencadenó el 23 de enero cuando militantes de Hamás en la Franja de Gaza volaron, cerca del puesto fronterizo de Rafah, parte del muro construido en 2003. La Organización de las Naciones Unidas estimó que alrededor de la mitad de los 1,5 millones de habitantes de Gaza entraron en Egipto en busca de comida y suministros. Debido al miedo a que los militantes pudieran adquirir armas egipcias, la policía israelí incrementó su estado de alerta. Ambos bandos se adjudicaron la ruptura de la tregua anterior.
Egipto había cerrado el puesto de Rafah en junio de 2007, en los días previos a que Hamás tomara el control de Gaza durante su conflicto con Fatah. La voladura del muro se produjo como consecuencia del bloqueo de la Franja por parte de Israel, que comenzó en parte ese mismo junio y siguió con reducciones de los suministros de combustible a partir de octubre. El bloqueo total comenzó el 17 de enero de 2008, después de un incremento de los cohetes Qassam lanzados desde la Franja sobre Israel.
Aunque Israel pidió a Egipto que sellara de nuevo la frontera por motivos de seguridad, el presidente egipcio Hosni Mubarak ordenó a sus tropas que permitieran cruzarla para aliviar la crisis humanitaria, a la vez que verificaban que no se introducían armas en Gaza. En cinco días los gazatíes gastaron alrededor de 250 millones de dólares sólo en la ciudad de El Arish. El súbito incremento de la demanda de materias primas provocó un gran incremento de los precios locales y cierta escasez de alimentos.
El 24 de enero el Consejo de Derechos Humanos de las Naciones Unidas condenó a Israel por decimoquinta vez en menos de dos años, denominando "castigo colectivo" al bloqueo. Sin embargo, el procedimiento fue boicoteado por Israel y los Estados Unidos. El 27 de enero, el primer ministro israelí, Ehud Ólmert, anunció que permitirían el suministro de alimentos, medicinas y la energía necesaria en la Franja. Mientras tanto, Hosni Mubarak presentó un plan para reunirse por separado con representantes de Hamás y Fatah con el objeto de llegar a un nuevo acuerdo sobre el control de la frontera.
El 3 de febrero el ministro de asuntos exteriores de Gaza, Mahmud az-Zahar, anunció que Hamás y Egipto deseaban cooperar en el control fronterizo sin la supervisión israelí. Después de la voladura el paso estuvo cerrado durante once días, excepto para los viajeros que volvían a su casa.

## Antecedentes
Egipto se comprometió a ayudar a controlar su frontera con la Franja de Gaza después de que Israel realizara el Plan de Desconexión en 2005. 
La Secretaria de Estado de los Estados Unidos, Condoleezza Rice, negoció con el Gobierno de Israel para entregar a la Autoridad Palestina el control sobre el cruce de la frontera de Rafah, bajo la supervisión de la Unión Europea e Israel.

Después de que Hamás ganara las elecciones legislativas palestinas en enero de 2006, comenzó un boicot internacional, diplomático y financiero, dirigido al nuevo gobierno de Hamás, considerado como entidad terrorista, exigiendo como condición para poner fin al boicot que la agrupación islámica cumpliera las tres exigencias del Cuarteto (reconocer a Israel, renunciar a la violencia y aceptar los acuerdos palestino-israelíes previos). En junio, como consecuencia del secuestro del cabo israelí Guilad Shalit (llevado a cabo por organizaciones armadas palestinas de Gaza), estalló un fuerte conflicto bélico entre Israel y el Hamás en la Franja de Gaza, que terminó en una tregua, el 26 de noviembre.
En diciembre de 2006 Hamás comenzó la lucha para expulsar a Fatah, que había rechazado los resultados de las elecciones. Cientos de ataques con cohetes contra Israel desde la Franja de Gaza continuaron a pesar de la tregua acordada en noviembre.
En mayo de 2007 comenzó el conflicto entre Israel y la Franja de Gaza. El gobierno israelí cerró todos los puestos de control a lo largo de su frontera con la Franja en respuesta a la violencia. También Egipto cerró sus fronteras cuando la lucha entre Fatah y Hamás se intensificó a partir del 7 de junio. Los observadores de la Unión Europea determinaron finalizar su supervisión en la frontera el 14 de junio debido a la inseguridad. Funcionarios egipcios dijeron que la decisión de reabrir la frontera con la Franja de Gaza se haría en consulta con la Unión Europea e Israel. Hamás tomó el control de la Franja de Gaza el 15 de junio. 
Como consecuencia de los permanentes ataques con cohetes Qassam desde la Franja, se intensificaron los conflictos entre israelíes y palestinos. En septiembre de 2007, Israel declaró la Franja de Gaza zona hostil y ejerció un bloqueo limitando los suministros al territorio en respuesta a los continuos ataques con cohetes llevados a cabo por Hamás contra Israel. 
En diciembre de 2007, el Comité Internacional de la Cruz Roja confirmó que había una crisis humanitaria en la Franja de Gaza. En esa ocasión la Cruz Roja describió las condiciones de los palestinos de la Franja como “alarmantes” y pidió a Israel que suavizara las restricciones.

## Desarrollo
En enero de 2008, la escasez de alimentos y energía alcanzaron un nivel crítico. El 20 de enero funcionarios de Naciones Unidas pidieron a Israel que abriera los pasos fronterizos con la Franja, advirtiendo que la violencia y la falta de provisiones para 1,4 millones de palestinos provocaría una crisis humanitaria. 
Después de la preocupación internacional sobre la inminente crisis, Israel suavizó las restricciones durante un día, permitiendo el envío de combustible para la central eléctrica de la Franja de Gaza y aceite de cocina. 
El 22 de enero hubo tiroteos después de que un grupo de manifestantes de Hamás, en su mayoría mujeres, obligó a abrir la puerta del cruce de frontera, en Rafah, ingresando a Egipto.
En la madrugada del 23 de enero, militantes enmascarados realizaron una serie de explosiones a lo largo del muro fronterizo, permitiendo a cientos de miles de palestinos cruzar a Egipto. Entre 200 000 y 700 000 palestinos cruzaron la frontera para comprar artículos en tiendas de las ciudades egipcias de Rafah (ver el Paso de frontera Rafah) y Al-Arish.
Aunque Egipto autorizó a los gazatíes a entrar en Egipto, no les permitieron viajar muy lejos, prohibiéndoles trasladarse más allá de El Arish. Egipto dijo que no iba a utilizar la fuerza para devolver los palestinos.[cita requerida] El portavoz del ministerio de Relaciones Exteriores, Hossam Zaki, matizó que la frontera volvería a estar cerrada otra vez cuando todos los palestinos hubiesen vuelto.
Funcionarios de seguridad israelíes afirmaron que los militantes realizaron las explosiones en el muro fronterizo para enviar hombres armados al Sinaí para infiltrarse posteriormente en Israel a través de la frontera egipcia-israelí. Los funcionarios dijeron que los militantes estaban ansiosos por atacar nuevamente en respuesta a los ataques israelíes en las últimas semanas y predijo ataques en el Sinaí dentro de las próximas dos semanas.
El 24 de enero el Consejo de Derechos Humanos de la ONU condenó a Israel por 15.ª vez en menos de dos años, a pesar de que el procedimiento fue boicoteado por Israel y los EE. UU. En respuesta, el embajador israelí ante las Naciones Unidas, Dan Gillerman afirmó «No escuché al señor Holmes describir que 4 200 misiles que fueron lanzados hacia las ciudades israelíes apuntaron, al matar bebés y niños inocentes, a una crisis humanitaria»., ya que en dicha condena no se hizo mención a los ataques con misiles hacia blancos civiles realizados desde la Franja de Gaza. Quince países, entre ellos siete de la Unión Europea, se abstuvieron en la votación. Los embajadores de la UE dijeron que se abstuvieron porque «preocupaba el carácter parcial de la resolución». Ante la presión internacional durante ciertos días del bloqueo, Israel optó por suavizar temporalmente las restricciones a los palestinos.
El 25 de enero fuerzas de seguridad egipcias bloquearon casi todos los puntos de entrada ilegales a lo largo de la frontera con la Franja de Gaza para intentar contener el flujo de palestinos que querían cruzar, para ello colocaron alambre de púas a lo largo de la misma. Sin embargo militantes palestinos abrieron nuevos boquetes con excavadoras para que pasase la población.
Después de las reparaciones, los palestinos utilizaron una excavadora para destruir una de las nuevas vallas, creando una apertura nuevamente. Entrado en su quinto día, la policía de fronteras de Egipto empezó a prohibir la entrada en Gaza en vehículos y se les bloqueó el camino más allá de Rafah a El Arish. En Rafah apenas se dejó de comprar, y Egipto decidió restringir el reabastecimiento en El Arish y Rafah, para dar fin a nuevos cruces y restablecer el orden y control de la frontera.
Egipto, que no quiso atacar a la población palestina, replegó sus fuerzas de seguridad y aceptó un plan para que el presidente de la ANP, Mahmud Abbas, del partido moderado Fatah, controle el paso de Rafah. Abbas por el momento se niega a hablar con los fundamentalistas de Hamás que controlan la Franja de Gaza, por temor a que, por ello, Israel suspenda las negociaciones. Por ese motivo el plan sería difícil de aplicar, ya que el movimiento islamista Hamás se niega a aceptarlo debido a que se prohíbe su participación.